# SB-277011-A
SB-277,011A é uma droga que actua como um potente e selectivo antagonista do receptor D3 de dopamina, e que é 80-100x selectivo para o receptor D3 em relação ao D2, e faltando-lhe qualquer actividade de agonista parcial.
SB-277,011A é usado no estudo da adicção de drogas estimulantes como a nicotina. e a cocaína. Onde a cocaína reduz o limite de auto-estimulação eléctrica do cérebro em ratos, uma indicação dos efeitos de recompensa da cocaína, o SB-277,011A reverte completamente este efeito. Pode então ser útil no tratamento da adicção a nicotina e cocaína, e também está a ser investigado o potencial uso no tratamento de outras adicções de drogas, como a de heroína e de álcool.
Outra possível aplicação do SB-277,011A é no tratamento da esquizofrenia, e pode ser particularmente útil no tratamento de doentes comórbidos, que são simultaneamente esquizofrénicos e adictos a drogas. No entanto, poderá piorar efeitos secundários como a discinesia tardia em doentes a quem foram já prescritas drogas antipsicóticas.